# Cleome schweinfurthii
Cleome schweinfurthii är en paradisblomsterväxtart som beskrevs av Ernest Friedrich Gilg. Cleome schweinfurthii ingår i släktet paradisblomstersläktet, och familjen paradisblomsterväxter. Inga underarter finns listade i Catalogue of Life.